# Nowosiergiejewka (rejon archariński)
Nowosiergiejewka (ros. Новосергеевка) – wieś (ros. seło) w południowo-wschodniej Rosji, terytorialnie i administracyjnie należąca do rejonu archarinskiego, w obwodzie amurskim. 
Według danych ze spisu z 2016 roku wieś zamieszkiwało 83 mieszkańców. 